# كريستا ماير
كريستا ماير (بالألمانية: Christa Mayer)‏ هي مغنية أوبرا ومغنية ألمانية، ولدت في القرن العشرين في زولتسباخ-روزنبرغ في ألمانيا.